# Bad Emstal
Bad Emstal (bis 1992 Emstal) ist eine Gemeinde  im nordhessischen Landkreis Kassel.
Die Gemeinde ist die einzige in Hessen, die kein Wappen führt.

## Geographie

### Geographische Lage
Bad Emstal liegt etwa 20 Kilometer südwestlich von Kassel im Südteil des Naturparks Habichtswald im Tal der Ems.

### Nachbargemeinden
Bad Emstal grenzt im Norden an die Stadt Wolfhagen, im Osten an die Gemeinde Schauenburg (beide im Landkreis Kassel) und die Stadt Niedenstein, im Süden an die Stadt Fritzlar (beide im Schwalm-Eder-Kreis), sowie im Westen an die Stadt Naumburg (Landkreis Kassel).

### Gliederung
Die Gemeinde besteht aus den Ortsteilen
- Balhorn
- Merxhausen (mit dem ehemaligen Kloster Merxhausen)
- Riede (mit Schloss Riede)
- Sand (größter Ortsteil und Sitz der Gemeindeverwaltung)

## Geschichte

### Gemeindegebiet
Wie zahlreiche Bodenfunde belegen, war das Gebiet der heutigen Gemeinde Bad Emstal seit dem 2. Jahrhundert vor Chr. durchgehend bewohnt. Die ersten Siedler waren Chatten. Das Gebiet der Fritzlar-Waberner Ebene und des Kasseler Beckens gilt als Kernland der Chatten und Bataver. Die älteste bekannte urkundliche Erwähnung des Ortsteils Balhorn in einer Urkunde der Reichsabtei Hersfeld wird in die Jahre 775–786 datiert.
1976 wurde in Sand eine Thermalquelle erbohrt und es begann der Ausbau zum Thermalbad. 1992 wurde der Gemeinde Emstal die Bezeichnung Bad verliehen.

### Gemeindebildung und Hessische Gebietsreform
Zum 1. Januar 1967 entstand die neue Gemeinde Emstal durch den Zusammenschluss der bisher selbständigen Gemeinden Merxhausen (Bürgermeister Günter Werner) und Sand (Bürgermeister Willi Heinemann). Sitz der Gemeindeverwaltung wurde der Ortsteil Sand. Die Gemeinden Balhorn und Riede wurden im Zuge der Gebietsreform in Hessen auf freiwilliger Basis zum 31. Dezember 1971 nach Emstal eingemeindet.

## Bevölkerung
Einwohnerstruktur 2011
Nach den Erhebungen des Zensus 2011 lebten am Stichtag, dem 9. Mai 2011, in Bad Emstal 5949 Einwohner. Nach dem Lebensalter waren 944 Einwohner unter 18 Jahren, 2366 zwischen 18 und 49, 1406 zwischen 50 und 64 und 1234 Einwohner waren älter. Unter den Einwohnern waren 167 (2,8 %) Ausländer, von denen 72 aus dem EU-Ausland, 57 aus anderen europäischen Ländern und 35 aus anderen Staaten kamen. Die Einwohner lebten in 2667 Haushalten. Davon waren 861 Singlehaushalte, 714 Paare ohne Kinder und 858 Paare mit Kindern, sowie 200 Alleinerziehende und 34 Wohngemeinschaften. In 725 Haushalten lebten ausschließlich Senioren und in 4091 Haushaltungen lebten keine Senioren.
Einwohnerstatistik
| Bad Emstal (Merxhausen und Sand): Einwohnerzahlen von 1834 bis 2020 | Bad Emstal (Merxhausen und Sand): Einwohnerzahlen von 1834 bis 2020 | Bad Emstal (Merxhausen und Sand): Einwohnerzahlen von 1834 bis 2020 | Bad Emstal (Merxhausen und Sand): Einwohnerzahlen von 1834 bis 2020 | Bad Emstal (Merxhausen und Sand): Einwohnerzahlen von 1834 bis 2020 |
| --- | ------------------------------------------------------------------- | ------------------------------------------------------------------- | ------------------------------------------------------------------- | ------------------------------------------------------------------- |
| Jahr |                                                                     |                                                                     |                                                                     | Einwohner                                                           |
| 1834 | 1834                                                                |                                                                     | 1.185                                                               | 1.185                                                               |
| 1840 | 1840                                                                |                                                                     | 1.268                                                               | 1.268                                                               |
| 1846 | 1846                                                                |                                                                     | 1.300                                                               | 1.300                                                               |
| 1852 | 1852                                                                |                                                                     | 1.317                                                               | 1.317                                                               |
| 1858 | 1858                                                                |                                                                     | 1.314                                                               | 1.314                                                               |
| 1864 | 1864                                                                |                                                                     | 1.386                                                               | 1.386                                                               |
| 1871 | 1871                                                                |                                                                     | 1.385                                                               | 1.385                                                               |
| 1875 | 1875                                                                |                                                                     | 1.445                                                               | 1.445                                                               |
| 1885 | 1885                                                                |                                                                     | 1.605                                                               | 1.605                                                               |
| 1895 | 1895                                                                |                                                                     | 1.966                                                               | 1.966                                                               |
| 1905 | 1905                                                                |                                                                     | 2.188                                                               | 2.188                                                               |
| 1910 | 1910                                                                |                                                                     | 2.260                                                               | 2.260                                                               |
| 1925 | 1925                                                                |                                                                     | 2.199                                                               | 2.199                                                               |
| 1939 | 1939                                                                |                                                                     | 2.496                                                               | 2.496                                                               |
| 1946 | 1946                                                                |                                                                     | 3.033                                                               | 3.033                                                               |
| 1950 | 1950                                                                |                                                                     | 2.969                                                               | 2.969                                                               |
| 1956 | 1956                                                                |                                                                     | 3.140                                                               | 3.140                                                               |
| 1961 | 1961                                                                |                                                                     | 3.341                                                               | 3.341                                                               |
| 1967 | 1967                                                                |                                                                     | 4.003                                                               | 4.003                                                               |
| 1970 | 1970                                                                |                                                                     | 3.729                                                               | 3.729                                                               |
| 1980 | 1980                                                                |                                                                     | ?                                                                   | ?                                                                   |
| 1990 | 1990                                                                |                                                                     | 5.876                                                               | 5.876                                                               |
| 2000 | 2000                                                                |                                                                     | 6.333                                                               | 6.333                                                               |
| 2011 | 2011                                                                |                                                                     | 5.949                                                               | 5.949                                                               |
| 2015 | 2015                                                                |                                                                     | 5.920                                                               | 5.920                                                               |
| 2020 | 2020                                                                |                                                                     | 5.893                                                               | 5.893                                                               |
| Datenquelle: Historisches Gemeindeverzeichnis für Hessen: Die Bevölkerung der Gemeinden 1834 bis 1967. Wiesbaden: Hessisches Statistisches Landesamt, 1968. Weitere Quellen: bis 1970:; Gemeinde Bad Emstal; Statistische Berichte, Zensus 2011 Nach 1970 einschließlich der im Zuge der Gebietsreform in Hessen eingegliederten Orte. |                                                                     |                                                                     |                                                                     |                                                                     |

Historische Religionszugehörigkeit
| • 1987: | 3610 evangelische (= 69,40 %), 545 katholische (= 10,48 %), 1047 sonstige (= 20,12 %) Einwohner |
| • 2011: | 3457 evangelische (= 58,11 %), 627 katholische (= 10,54 %), 1865 sonstige (= 31,35 %) Einwohner |

## Politik

### Gemeindevertretung
Die Kommunalwahl am 14. März 2021 lieferte folgendes Ergebnis, in Vergleich gesetzt zu früheren Kommunalwahlen:
| Gemeindevertretung – Kommunalwahlen 2021 | Gemeindevertretung – Kommunalwahlen 2021             |
| --- | ---------------------------------------------------- |
| Stimmenanteil in %Wahlbeteiligung 46,8 % 6050403020100 51,8 (+1,7)48,1 (+9,9)n. k. (−11,7) SPDBBEbGrüne20162021Anmerkungen:b BBE Bad Emstal | SitzverteilungInsgesamt 25 Sitze - SPD: 13 - BBE: 12 |

| Parteien und Wählergemeinschaften | Parteien und Wählergemeinschaften           | % 2021 | Sitze 2021 | % 2016 | Sitze 2016 | % 2011 | Sitze 2011 | % 2006 | Sitze 2006 | % 2001 | Sitze 2001 |
| SPD                               | Sozialdemokratische Partei Deutschlands     | 51,9   | 13         | 50,1   | 13         | 46,2   | 14         | 42,3   | 13         | 57,3   | 18         |
| BBE                               | BBE Bad Emstal                              | 48,1   | 12         | 38,2   | 9          | 36,4   | 11         | —      | —          | —      | —          |
| Grüne                             | Bündnis 90/Die Grünen                       | —      | —          | 11,7   | 3          | 17,3   | 6          | 1,36   | 0          | —      | —          |
| FWG                               | Freie Wählergemeinschaft Bad Emstal         | —      | —          | —      | —          | —      | —          | 29,2   | 9          | 12,6   | 4          |
| CDU                               | Christlich Demokratische Union Deutschlands | —      | —          | —      | —          | —      | —          | 27,2   | 9          | 30,1   | 9          |
| Gesamt                            | Gesamt                                      | 100,0  | 25         | 100,0  | 25         | 100,0  | 31         | 100,0  | 31         | 100,0  | 31         |
| Wahlbeteiligung in %              | Wahlbeteiligung in %                        | 46,8   | 46,8       | 50,0   | 50,0       | 49,9   | 49,9       | 67,3   | 67,3       | 55,5   | 55,5       |

### Bürgermeister
Nach der hessischen Kommunalverfassung wird der Bürgermeister für eine sechsjährige Amtszeit gewählt, seit dem Jahr 1993 in einer Direktwahl, und ist Vorsitzender des Gemeindevorstands, dem in der Gemeinde Bad Emstal neben dem Bürgermeister ehrenamtlich ein Erster Beigeordneter und vier weitere Beigeordnete angehören. Bürgermeister ist seit dem 14. Juli 2024 Daniel Rudenko (CDU). Er setzte sich am 4. Februar 2024 im ersten Wahlgang gegen den Amtsinhaber Stefan Frankfurth (SPD), der sich um eine zweite Amtszeit beworben hatte, bei 58,98 Prozent Wahlbeteiligung mit 55,60 Prozent der Stimmen durch.
Amtszeiten der Bürgermeister
- 2024–2030 Daniel Rudenko (CDU)[17]
- 2018–2024 Stefan Frankfurth (SPD)[18]
- 2006–2018 Ralf Pfeiffer[21]
- 1988–2006 Eckhard Bräutigam (SPD)
- 1967–1988 Günter Werner (SPD)

### Partnerschaften
| Partnerschaften     | Partnerschaften | Partnerschaften | Partnerschaften |
| ------------------- | --------------- | --------------- | --------------- |
| Les Ponts-de-Cé     | Frankreich      | 1986            |                 |
| Kühren-Burkartshain | Sachsen         | 1990            |                 |

Die Gemeinde Bruck an der Großglocknerstraße war seit 1973 Partnergemeinde der Gemeinde Bad Emstal. Die Partnerschaft wurde nach einer Zeitungsmeldung 2018 von Seiten der Gemeinde Bruck aufgekündigt.

## Sehenswertes
Durch Bad Emstal verkehren die Züge des Hessencourriers. Im Ortsteil Riede befindet sich das Schloss Riede mit seinem Landschaftspark. Auf dem Berg Falkenstein nahe dem Gemeindeteil „Sand“ befindet sich die Burgruine Falkenstein. Im Gutshof neben dem Kloster Merxhausen ist seit 2004 das Klostermuseum untergebracht. Es liegt direkt am Eco-Pfad Friedenspädagogik.